# Forbes March
Forbes March né en 1973 à Bristol (Angleterre), est un acteur canadien.

## Biographie
Il a grandi à Halifax, au Canada. Il commence sa carrière dans le monde de la mode en tant que mannequin pour du prêt-à-porter. Il s’installe ensuite à New York pour suivre des cours au Lee Strasburg Acting Institute. En 1998, on le retrouve dans la série La Force du destin pendant deux saisons, jusqu’en 2000, dans le rôle de Parker Chandler. Il enchaîne quelques téléfilms comme Off Broadway ou Campfire Stories puis décroche son rôle de Jesse Kilmartin dans Mutant X.
En 2009, il se reconvertit et fonde la New York Firewood Company, une entreprise d'approvisionnement en bois pour les restaurants et particuliers.

## Vie privée
Il se fiance avec Vanessa Sergio. Le 14 novembre 1999, Forbes March et sa fiancée Vanessa Sergio ont eu une fille, Marina Janette.

## Filmographie
- As the World Turns (série télévisée, 2009-2010 )
- Undone (2006)
- On ne vit qu'une fois (série télévisée, 2005-2008)
- Les Experts (série télévisée, 2005)
- Dirty Love (2005)
- Doc (série télévisée, 2004)
- Mutant X (série télévisée, 2001-2004)
- Campfire Stories (2001)
- Way Off Broadway (2001)
- La Force du destin (série télévisée, 1999-2000)
- Dangerous Indiscretion (1994)
- Northwood (série télévisée, 1991)